# Kristína Gavnholt
Kristína Gavnholt (n. 12 set 1988 com a Kristína Ludíková) és una esportista txeca que competeix en bàdminton en la categoria individual. Ella va competir per a la República Txeca en tres edicions dels Jocs Olímpics (2008, 2012, 2016).